# Peering

Schema interkonnektierender autonomer Systeme

Unter dem Begriff Peering (engl. peer: gleichrangig) versteht man den Zusammenschluss von gleichrangigen Computernetzwerken zum Datenaustausch, z. B. zwischen zwei Internetzugangsanbietern.

## Organisation
Die Partner treffen eine Vereinbarung (engl. „peering agreement“) und verrechnen sich gegenseitig keine Kosten.
Es ist allerdings durchaus möglich, dass ein größerer Anbieter (Tier-1) mit einem kleineren (Tier-2) Daten austauscht, weil er entweder daraus selber einen Nutzen ziehen kann oder von dem kleineren Partner für seine Dienste Geld verlangen kann (Paid Peering). Dieser Bereich steht in den letzten Jahren im Fokus, da großen Dienstanbietern wie Verizon und der Deutschen Telekom vorgeworfen wird, den Austausch künstlich zu bremsen. Ein regelmäßiger indirekter Datentransfer zwischen unterschiedlich großen Anbietern wird dagegen oft nach Datenmenge abgerechnet und Transit genannt.
Die kleinste Ebene, auf der Peering zur Anwendung kommt, sind Freie Netze wie Freifunk. Dort stellt jeder einzelne Knoten für sich einen winzigen Anbieter dar, die Verbindungen der Knoten untereinander sind Peering zwischen den Anbietern (siehe Pico Peering Agreement).
Bei einer Telefonnetz-Zusammenschaltung spricht man von Interconnection (zu deutsch: Zwischenverbindung).

## Technik
Der Datenaustausch zwischen den Anbietern geschieht meist über Peering Points (PP) (auch Internet-Knoten genannt), an die eine Vielzahl (mehrere hundert) weiterer Teilnehmer angeschlossen sein können. Die Anzahl der möglichen Peering-Agreements an einem Internet-Knoten wächst mit dem Quadrat der Anzahl der angeschlossenen Teilnehmer. Bei einer Tabelle, die alle Peering-Agreements darstellt, spricht man daher von einer Peering-Matrix (n*(n-1) mögliche Einträge). Routing-Informationen werden über das Border Gateway Protocol (BGP) ausgetauscht.
Der größte Peering-Punkt in Deutschland ist der DE-CIX in Frankfurt; kleinere – teilweise regional ausgerichtete – Punkte sind beispielsweise ALP-IX in München,  BCIX in Berlin, ECIX in Düsseldorf, Frankfurt, Berlin und Hamburg, N-IX in Nürnberg, S-IX in Stuttgart und der WORK-IX in Hamburg.

## Route Server
Um das quadratische Wachstum der Peering-Agreements zu lindern, bieten PPs Internetanbietern auch häufig die Möglichkeit des Peerings über einen „Route Server“. Dieser berechnet für die angeschlossenen Router stellvertretend die besten Pfade. Es kommt so ein multilaterales Peering-Agreement zustande.

## Pico Peering Agreement
Das Pico Peering Agreement ist eine Vereinbarung, die das Peering von Community-Netzen regelt. In der Vereinbarung ist festgelegt, dass alle Teilnehmenden freien Transit durch ihre Infrastruktur anbieten. Sie legen alle dazu notwendigen technischen Details offen und lassen den durchgeleiteten Datenverkehr unangetastet. Gleichzeitig übernehmen sie keine Gewähr für den korrekten Betrieb der Dienste und können sie jederzeit wieder einstellen.